# Nó de Bowen

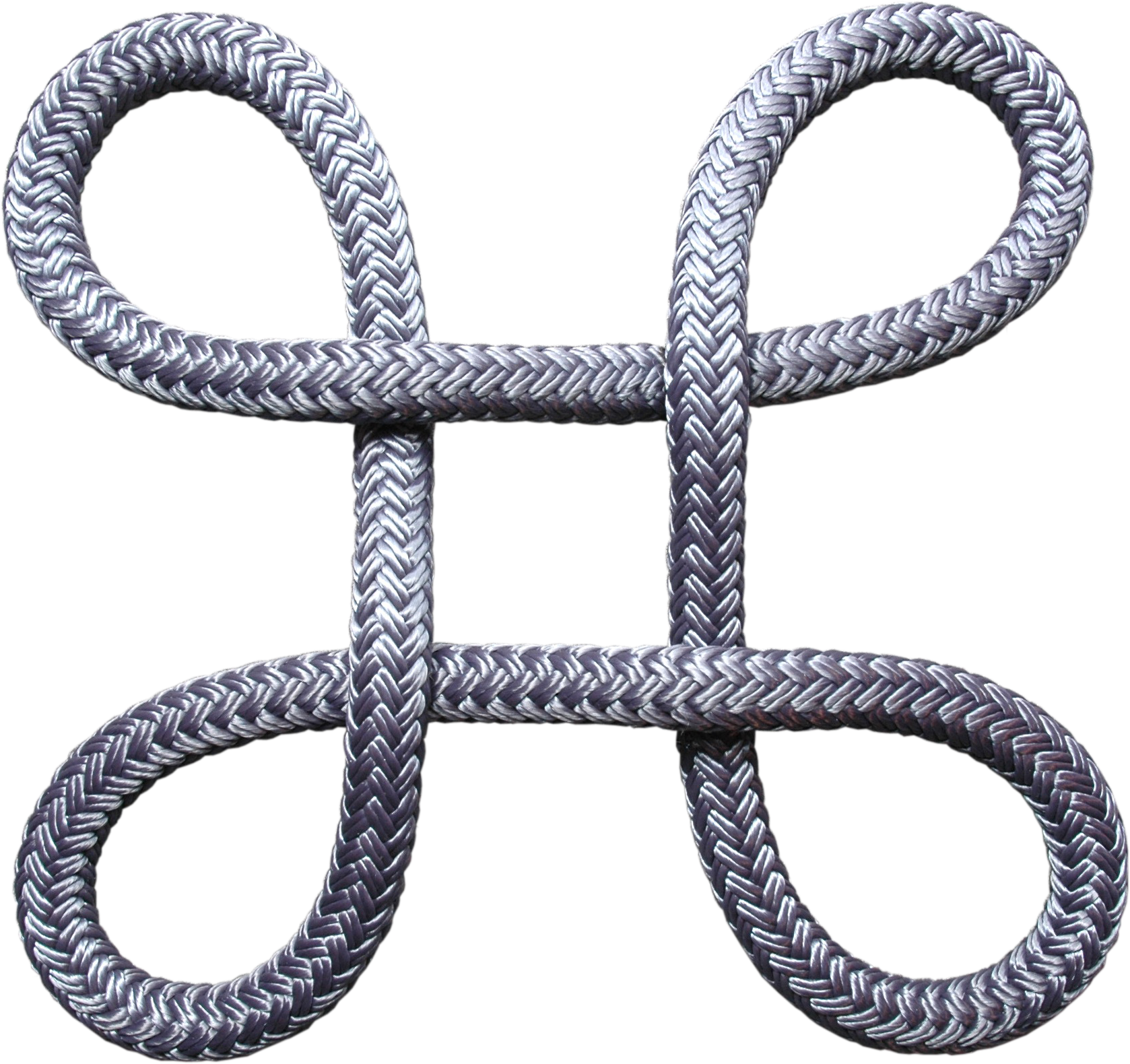

O nó de Bowen (também conhecido como nó heráldico no simbolismo) não é realmente um nó, mas apenas um nó heráldico, algumas vezes usado em designs heráldicos. Consiste de uma corda no formato de um laço infinito disposto como um quadrado regular com laços em cada um dos seus cantos. Uma vez que a corda não está realmente amarrada, em termos topológicos ele seria considerado um não nó.
Um "nó de Bowen angular" é um nó da mesma forma, sem os cantos arredondados, de forma que parece ser feito de cinco quadrados. O nó de Bowen também pode ter os cantos em forma de losango. Quando usado como um símbolo (⌘), um nó de Bowen comum pode ser chamado de Brasão de São João na cultura europeia.
O nó de Dacre, nó de Hungerford, nó de Lacy, nó de Shakespeare e nó de Tristram são considerados variações do nó de Bowen e algumas vezes brasonados como tal.